# Марипа
Марипа (порт. Maripá) — муниципалитет в Бразилии, входит в штат Парана. Составная часть мезорегиона Запад штата Парана. Входит в экономико-статистический  микрорегион Толеду. Население составляет 5494 человека на 2006 год. Занимает площадь 283,802 км². Плотность населения — 19,4 чел./км².

## История
Город основан в 1993 году.

## Статистика
- Валовой внутренний продукт на 2003 год составляет 119 589 998,00 реалов (данные: Бразильский институт географии и статистики).
- Валовой внутренний продукт на душу населения на 2003 год составляет 21 073,13 реалов (данные: Бразильский институт географии и статистики).
- Индекс развития человеческого потенциала на 2000 год составляет 0,845 (данные: Программа развития ООН).

## География
Климат местности: субтропический.